# Кіровський (Локтівський район)
Кі́ровський (рос. Кировский) — селище у складі Локтівського району Алтайського краю, Росія. Адміністративний центр Кіровської сільської ради.

## Населення
Населення — 1140 осіб (2010; 1222 у 2002).
Національний склад (станом на 2002 рік):
- росіяни — 89 %